# Corvus unicolor
Corvus unicolor е вид птица от семейство Вранови (Corvidae). Видът е критично застрашен от изчезване.

## Разпространение
Видът е разпространен в Индонезия.